# Alexander Hagen (Maler)
Alexander Hagen (* 17. Februar 1827 in Klein Wrangelshof, Gouvernement Livland; † 1869 in Peru) war ein deutsch-baltischer Maler.

## Leben
Alexander Hagen wurde am 17. Februar 1827 auf dem Gut Klein Wrangelshof im russländischen  Gouvernement Livland als Sohn des Malers August Matthias Hagen und Bruder von Julie Wilhelmine Hagen-Schwarz geboren. Er erhielt seine erste Ausbildung von seinem Vater und ging danach zur weiteren Ausbildung nach München. 1855 zog er nach Rom, lebte 1856 und 1857 in Paris und begleitete dann den bayerischen Gesandten Dr. M. Wegner auf einer Forschungsreise durch Südamerika, von der er im Herbst 1859 nach Deutschland zurückkehrte. Nach kurzem Aufenthalt in München ging er wieder nach Peru, wo er durch Porträtmalen mehrere Jahre sich und seine Familie erhalten haben soll. Unter anderem malte er zusammen mit Narciso Garay ein Porträt des Generals Francisco Urdaneta. 1886 wurden Werke von ihm auf der Exposición de Bellas Artes in Bogotá gezeigt. Ein Selbstporträt befand sich 1901 auf der Rigaschen Jubiläumsausstellung. 
Alexander Hagen starb 1869.